# Tacarcunatapakul
Tacarcunatapakul (Scytalopus panamensis) är en fågel i familjen tapakuler inom ordningen tättingar.

## Utseende och läte
Tacarcunatapakulen är en liten (11,4 cm) och mörk tapakulo. Ovansidan är sotsvart, undersidan grå med ljusare strupe och fläckar på bröstet. Den är vidare kanelbrun med svarta tvärband på nedre delen av ryggen, flankerna, buken och undergumpen. På huvudet syns ett tydligt gråvitt ögonbrynsstreck. Honan liknar hanen, men ryggen är brunare. Sången består av en pipig serie med "tseety-seety seety seety..." eller "tuh tu-tu-tu-t" som pågår i 1,5 sekunder.

## Utbredning och status
Fågeln förekommer i östra Panama och näraliggande norra Colombia (Cerro Tacarcuna-massivet). IUCN kategoriserar arten som nära hotad.